# Nothrotheriops
Nothrotheriops é um gênero de preguiça terrestre do Pleistoceno extinta encontrada nas cavernas da  América do Norte e reservas, desde o que hoje é o centro do México até o sul dos Estados Unidos. Este gênero de xenarthran do tamanho de um urso estava relacionado ao Megatherium, muito maior e muito mais famoso, embora tenha sido recentemente colocado em uma família diferente, Nothrotheriidae . A espécie mais conhecida, N. shastensis, também é chamada de preguiça terrestre Shasta .

## Taxonomia, história e etimologia

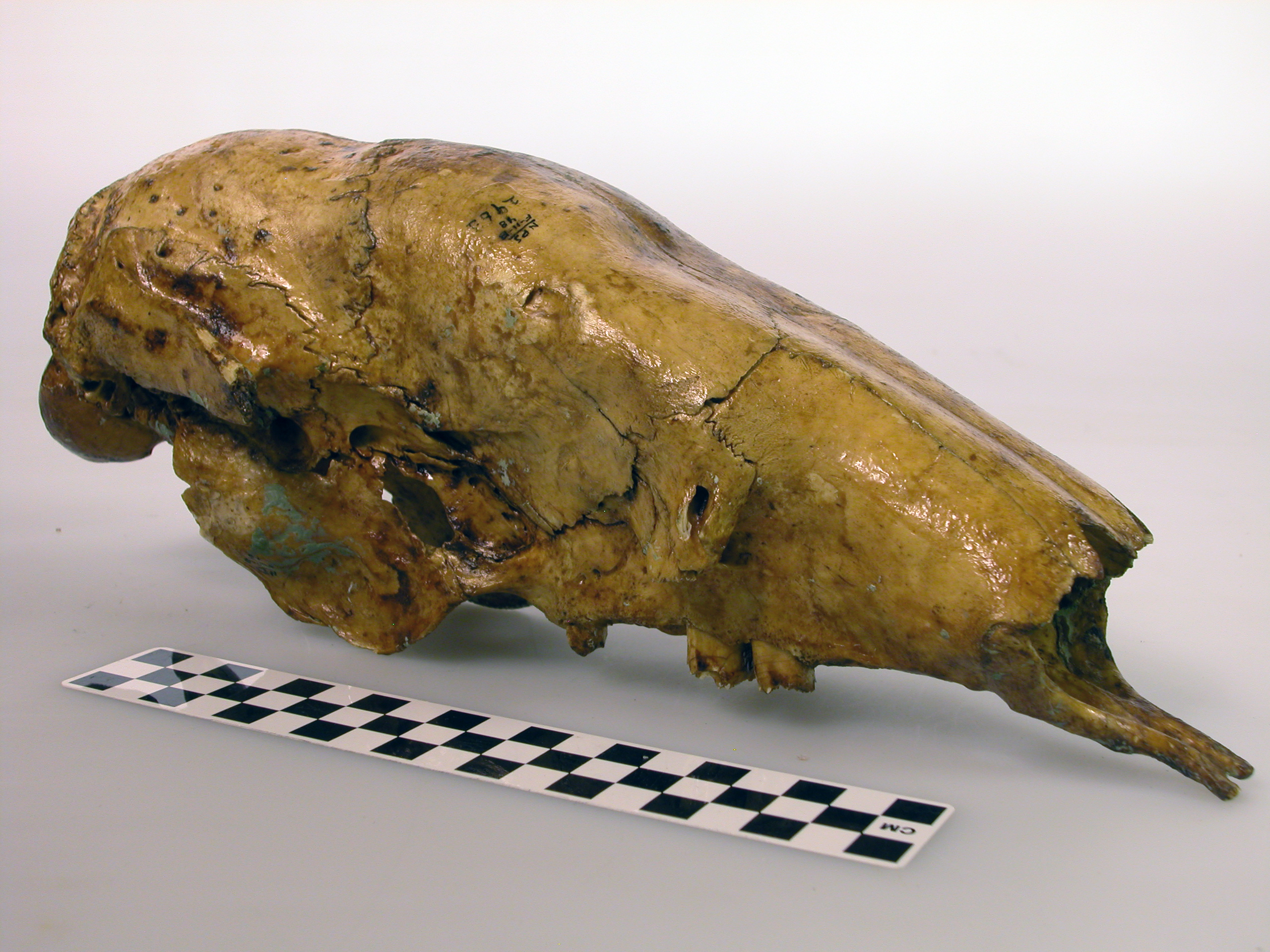
Crânio de N. shastensis comparado

Os fósseis de Nothrotheriops foram coletados pela primeira vez pelo Departamento de Antropologia da Universidade da Califórnia durante uma exploração de cavernas na caverna Potter Creek, no condado de Shasta, Califórnia, os fósseis datando do final do período Quaternário . Esses primeiros fósseis ( UCMP 8422), consistindo de um ramo mandibular incompleto sem dentes de um indivíduo e 14 molares adicionais, foram enviados ao Museu de Paleontologia da Universidade da Califórnia, onde foram descritos pelo paleontólogo William Sinclair em 1904 como uma nova espécie de Nothrotherium . , N. shastensis (nome da espécie que significa "de Shasta"). 11 anos depois, em 1916, o paleontólogo do Smithsonian Oliver P. Hay nomeou Nothrotherium texanus (nome da espécie que significa "do Texas") com base em um crânio parcial que foi transferido da Universidade Baylor em Baylor, Texas. O crânio foi coletado nos estratos do Pleistoceno do condado de Wheeler, Texas, e dado a um clérigo que o entregou a funcionários da universidade em 1901. Muitos fósseis foram posteriormente referidos aos dois, mas N. shastensis não foi colocado em um novo gênero até 1954, quando foi colocado em um novo gênero, Nothrotheriops ("quase besta preguiçosa", devido à sua semelhança com Nothrotherium ) por Robert Hoffstetter durante um estudo de preguiças fósseis nos Estados Unidos. N. texanus foi recombinado no gênero em 1995, e teve muitos fósseis referidos na Flórida, a ocorrência mais oriental do gênero.
Fósseis da espécie mais conhecida, a preguiça terrestre Shasta ( N. shastensis ), foram encontrados em todo o oeste da América do Norte, especialmente no sudoeste americano. É a preguiça terrestre encontrada em maior abundância nos poços de alcatrão de La Brea . O espécime mais famoso foi recuperado de um tubo de lava na cratera de Aden, no Novo México, e descobriu-se que ainda tinha cabelos e tendões preservados de milhões de anos atrás. Este espécime quase completo está em exibição no Museu de História Natural de Yale Peabody, em New Haven, Connecticut . Numerosos bolos de esterco pertencentes a Nothrotheriops também foram encontrados em todo o sudoeste dos Estados Unidos e forneceram uma visão sobre a dieta desses animais extintos.

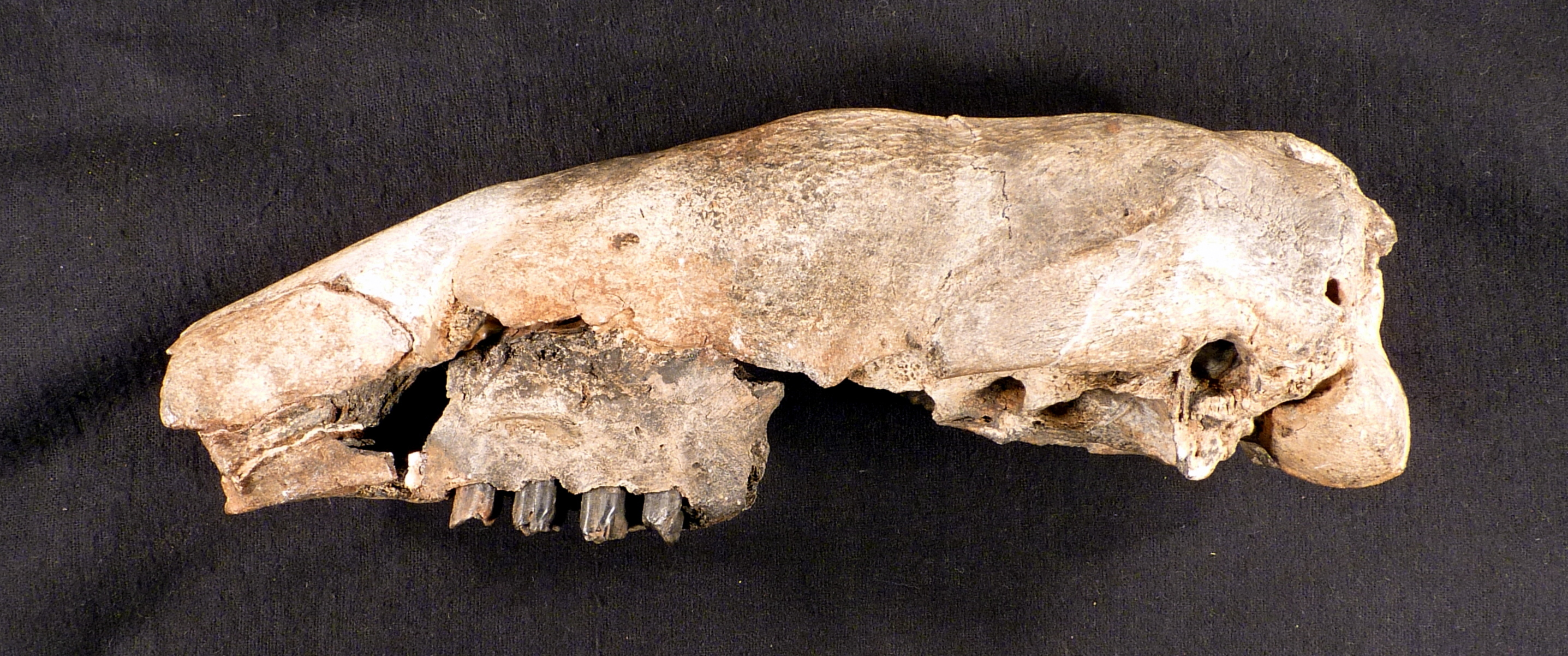
Crânio holótipo de N. texanus.

A linhagem deste gênero remonta ao Período Fóssil  Mioceno . Os ancestrais de Nothrotheriops migraram da América do Sul para a América do Norte como parte do Grande Intercâmbio Americano durante o Blancan, cerca de 2,6 MYA.

## Descrição
Embora N. shastensis fosse uma das menores espécies de preguiça terrestre do continente Norte Americano, ainda atingia 2,75 metros (9,0 pé) do focinho à ponta da cauda e pesava 250 quilogramas (551 lb)  (um quarto de tonelada) - muito menor do que algumas de suas espécies contemporâneas, como o Eremotherium, que poderia facilmente pesar mais de duas toneladas e ter 6 metros (20 pé) de comprimento. Tinha patas traseiras grandes e robustas e uma cauda poderosa e musculosa que usava para formar um tripé de apoio sempre que mudava de uma postura quadrúpede para uma bípede (ou seja, Eremotherium ).

## Paleobiologia

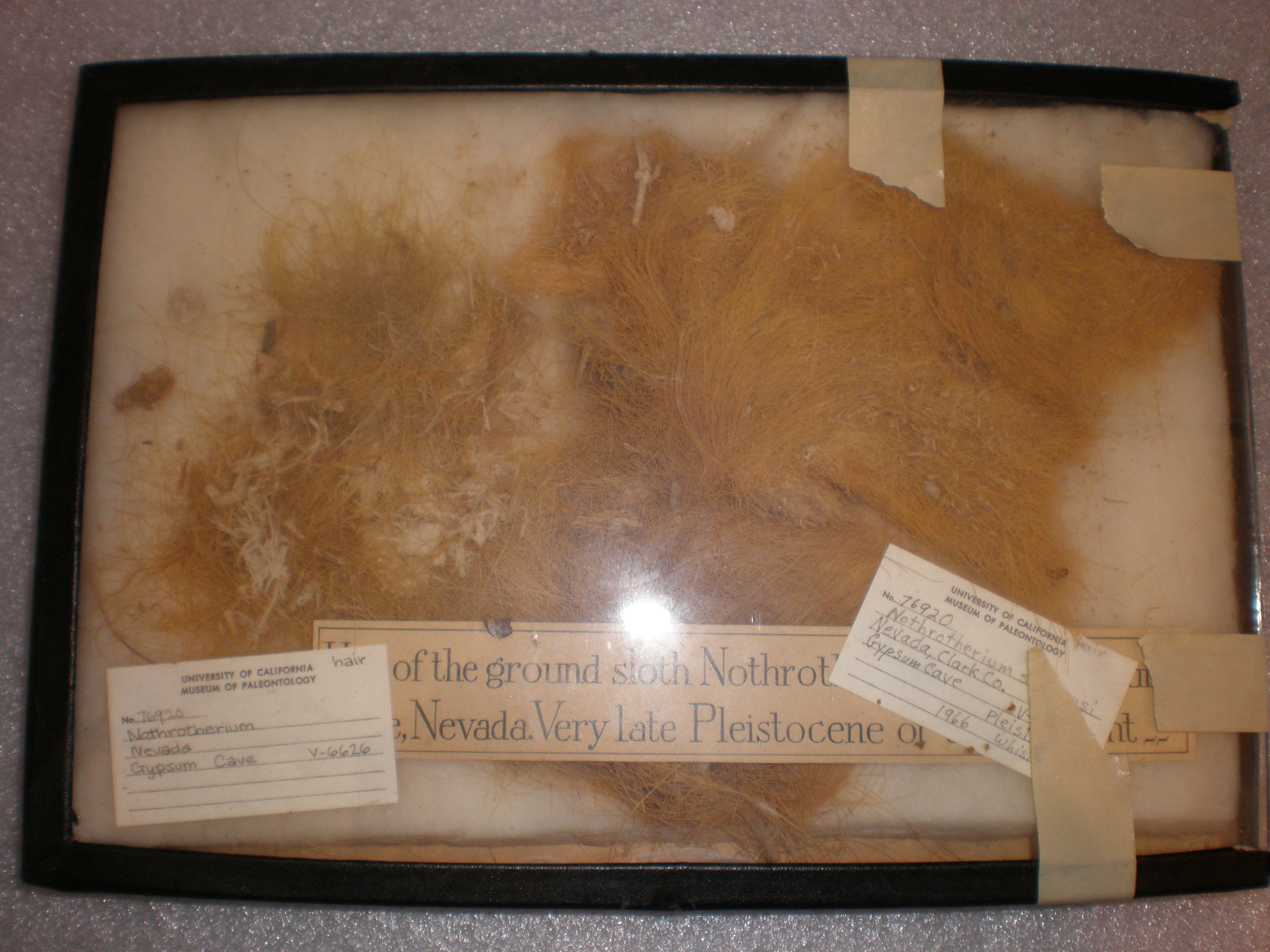
Pele descoberta em Gypsum Cave, Nevada.

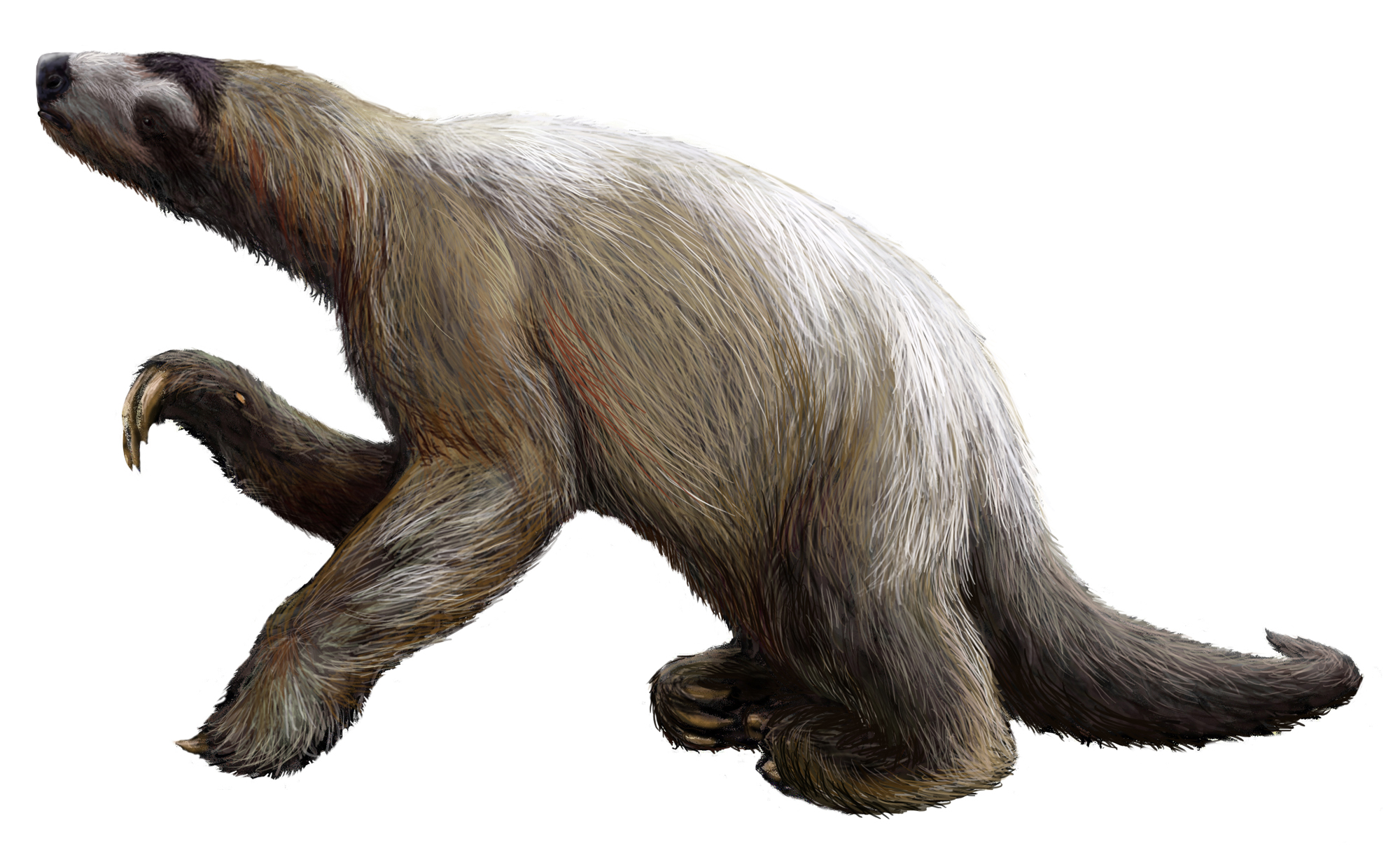
Restauração de N. texanus por pintura

Nothrotheriops se comportava como todas as preguiças terrestres típicas da América do Norte e do Sul, alimentando-se de várias plantas, como a malva do deserto, os cactos e a mandioca . Foi caçado por vários predadores locais, como lobos terríveis e Smilodon, dos quais as preguiças podem ter se defendido ficando de pé sobre as patas traseiras e cauda e golpeando com suas longas garras dianteiras, como seu parente distante Megatherium, como conjecturado na série da BBC Caminhando com Bestas . As mesmas garras também poderiam ter sido usadas como ferramentas para ultrapassar os espinhos das plantas e agarrar flores e frutos mais macios. Além disso, a preguiça terrestre Shasta pode ter tido uma língua preênsil (como uma girafa ) para arrancar folhas dos galhos.
Acredita-se que a preguiça terrestre Shasta tenha desempenhado um papel importante na dispersão das sementes de Yucca brevifolia, ou árvore de Josué. Descobriu-se que o esterco preservado pertencente à preguiça contém folhas e sementes da árvore de Josué, confirmando que eles se alimentavam das árvores. Foi sugerido que a falta de preguiças terrestres Shasta ajudando a dispersar as sementes para climas mais favoráveis está causando o sofrimento das árvores.

## Distribuição e habitat

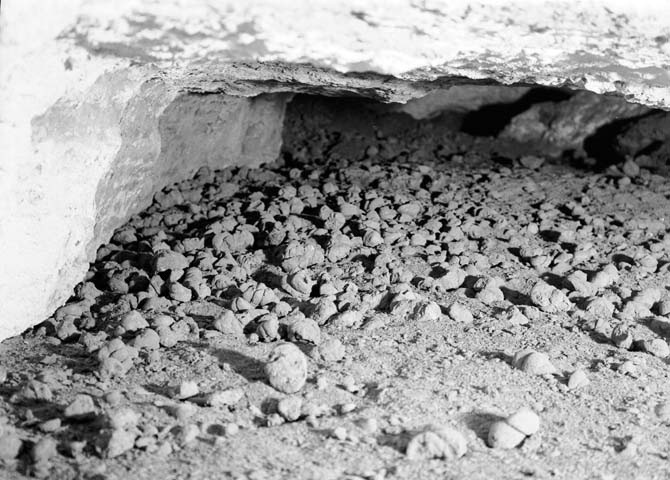
Estrume subfossilizado de N. shastensis em Rampart Cave, Arizona (NPS, 1938)

Uma descoberta fóssil foi descrita no extremo norte da província canadense de Alberta ; no entanto, acredita-se que este relatório esteja errado. O gênero viveu principalmente na região sudoeste dos EUA, desde os estados do Texas e Oklahoma até a Califórnia ; também foi encontrado na Flórida .
O espécime histórico mais conhecido foi encontrado em um tubo de lava na cratera de Aden, no Novo México ; foi encontrado com cabelo e tendão ainda preservados. A Caverna Rampart, localizada no lado do Arizona da Área de Recreação Nacional do Lago Mead, tem uma quantidade abundante de pêlos e esterco da preguiça, ambos os quais os cientistas usaram para datação por radiocarbono para estabelecer quando ela viveu. As datas confiáveis mais recentes desta e de cada uma de cerca de meia dúzia de outras cavernas do sudoeste americano são de cerca de 11.000 AP (13.000 cal AP ). Além da América do Norte, fósseis atribuídos a Nothrotheriops sp. também foram encontrados no extremo sul da província de Santa Fé, na Argentina .